# مارثا إيز ديد
مارثا إيز ديد (بالإنجليزية: Martha is Dead)‏ هي لعبة رعب نفسي من تطوير ستوديد إل كيه آيه الإيطالي، صدرت اللعبة في 24 فبراير 2022 على أجهزة مايكروسوفت ويندوز، بلاي ستيشن 4، بلاي ستيشن 5، إكس بوكس ون وإكس بوكس سيريس إكس وسيريس إس.